# 徳島県道295号木沢上那賀線
徳島県道295号木沢上那賀線（とくしまけんどう295ごう きさわかみなかせん）は、徳島県那賀郡那賀町を通る一般県道である。

## 概要
那賀郡那賀町岩倉から那賀郡那賀町日真に至る。

### 路線データ
- 起点：那賀郡那賀町岩倉
- 終点：那賀郡那賀町日真（国道193号・徳島県道16号徳島上那賀線・徳島県道253号山川海南線上、国道195号交点）
- 総延長：23.551 km[1]

## 歴史
- 1972年（昭和47年）3月10日 - 認定。

## 路線状況

### 重複区間
- 国道193号・徳島県道16号徳島上那賀線・徳島県道253号山川海南線（那賀郡那賀町沢谷 - 那賀郡那賀町日真（終点））

### 道路施設

#### トンネル
- 小畠トンネル：延長130 m、2000年（平成12年）竣工、那賀郡那賀町
- 木沢トンネル：延長1,280 m、2007年（平成19年）竣工、那賀郡那賀町（国道193号重複区間内）
- 追立トンネル：延長276 m、1995年（平成7年）竣工、那賀郡那賀町（国道193号重複区間内）
- 日間トンネル：延長276 m、1995年（平成7年）竣工、那賀郡那賀町（国道193号重複区間内）

## 地理

### 通過する自治体
- 徳島県
  - 那賀郡那賀町

### 交差する道路
| 交差する道路                                                                                                | 交差する場所 | 交差する場所 |
| --- | ------------ | ------------ |
| 国道193号 重複区間起点 徳島県道16号徳島上那賀線 重複区間起点 徳島県道253号山川海南線 重複区間起点           | 沢谷         |              |
| 国道193号 重複区間終点 国道195号 徳島県道16号徳島上那賀線 重複区間終点 徳島県道253号山川海南線 重複区間終点 | 日真         | 終点         |

### 沿線
- 四季美谷温泉
- 新居田の滝
- 剣山スーパー林道